# Бошко Балабан
Бошко Балабан (хорв. Boško Balaban, нар. 15 жовтня 1978, Рієка) — колишній хорватський футболіст, нападник.
Насамперед відомий виступами за клуби «Рієка» та «Брюгге», а також за національну збірну Хорватії.

## Клубна кар'єра
У дорослому футболі дебютував у 1995 році виступами за команду клубу «Рієка», в якій провів п'ять сезонів, взявши участь у 97 матчах чемпіонату.
Згодом з 2000 до 2003 року грав у складі команд клубів «Динамо» (Загреб), «Астон Вілла» та знову за «Динамо» (Загреб), цього разу на умовах оренди.
Своєю грою за останню команду привернув увагу представників тренерського штабу бельгійського клубу «Брюгге», до складу якого приєднався у 2003 році. Відіграв за команду з Брюгге наступні чотири сезони своєї ігрової кар'єри. Більшість часу, проведеного у складі «Брюгге», був основним гравцем атакувальної ланки команди. У складі «Брюгге» був одним з головних бомбардирів команди, маючи середню результативність на рівні 0,48 голу за гру у першості.
Протягом 2007—2009 років знову захищав кольори команди клубу «Динамо» (Загреб).
2009 року приєднався до складу грецького «Паніоніоса». Провів у Греції два сезони, відіграв за клуб з Неа-Смірні 50 матчів в національному чемпіонаті.
У січні 2012 року уклав контракт з малайським клубом «Селангор», в якому і завершив ігрову кар'єру в тому ж році.

## Виступи за збірну
У 2000 році дебютував в офіційних матчах у складі національної збірної Хорватії.
У складі збірної був учасником чемпіонату світу 2002 року в Японії і Південній Кореї, чемпіонату світу 2006 року у Німеччині.
Протягом кар'єри у національній команді, яка тривала 8 років, провів у формі головної команди країни 35 матчів, забивши 10 голів.

## Титули і досягнення

### Командні
- Чемпіон Хорватії (3):

«Динамо» (Загреб): 2002–03, 2006–07, 2007–08
- Володар Кубка Хорватії (4):

«Динамо» (Загреб): 2000–01, 2006–07, 2007–08, 2008–09
- Володар Суперкубка Хорватії (1):

«Динамо» (Загреб): 2002
- Чемпіон Бельгії (1):

«Брюгге»: 2004-05
- Володар Кубка Бельгії (2):

«Брюгге»: 2003-04, 2006–07
- Володар Суперкубка Бельгії (1):

«Брюгге»: 2005

### Особисті
- Футболіст року у Хорватії: 2001